# Beautheil
Beautheil ist eine Commune déléguée in der französischen Gemeinde Beautheil-Saints mit 658 Einwohnern (Stand: 1. Januar 2019) im Département Seine-et-Marne in der Region Île-de-France. Die Einwohner werden Beautheillois und Beautheilloises genannt.
Die Gemeinde Beautheil wurde am 1. Januar 2019 mit Saints zur Commune nouvelle Beautheil-Saints zusammengeschlossen. Sie hat seither den Status einer Commune déléguée. Die Gemeinde Beautheil gehörte zum Arrondissement Meaux und zum Kanton Coulommiers.

## Geographie
Beautheil liegt etwa 55 Kilometer östlich von Paris am Fluss Aubetin. Umgeben wurde die Gemeinde Beautheil von den Nachbargemeinden Coulommiers im Norden, Chailly-en-Brie im Osten und Nordosten, Amillis im Osten und Südosten, Vaudoy-en-Brie im Süden sowie Saints im Westen.

## Bevölkerungsentwicklung
| Jahr                      | 1962 | 1968 | 1975 | 1982 | 1990 | 1999 | 2006 | 2012 |
| Einwohner                 | 365  | 303  | 335  | 381  | 410  | 562  | 680  | 736  |
| Quelle: Cassini und INSEE |      |      |      |      |      |      |      |      |

## Sehenswürdigkeiten
- Menhir Pierre-Fitte, seit 1889 Monument historique
- Kirche Saint-Martin-et-Sainte-Anne aus dem 12. Jahrhundert, Umbauten aus dem 14. Jahrhundert

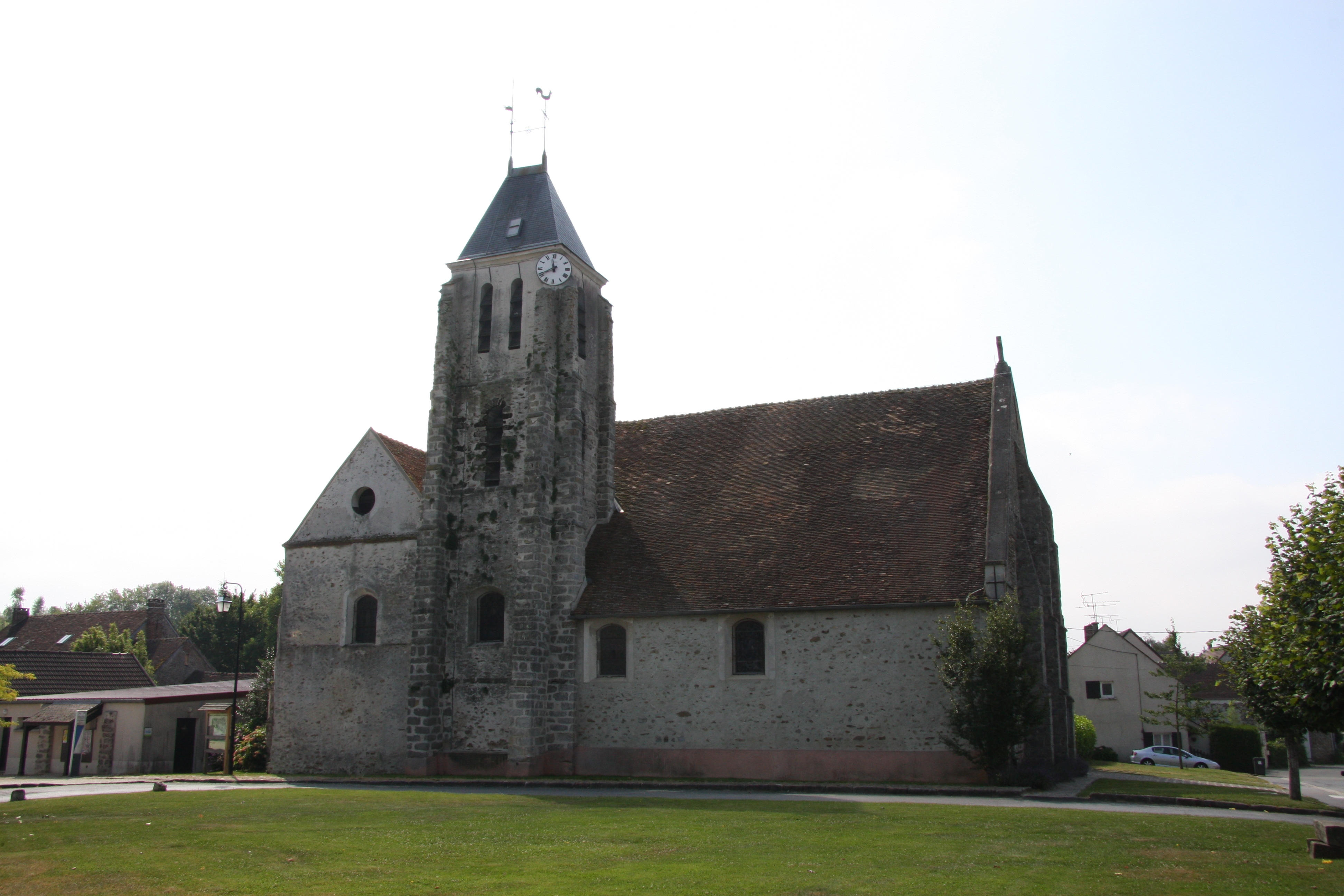
Kirche Saint-Martin-et-Sainte-Anne
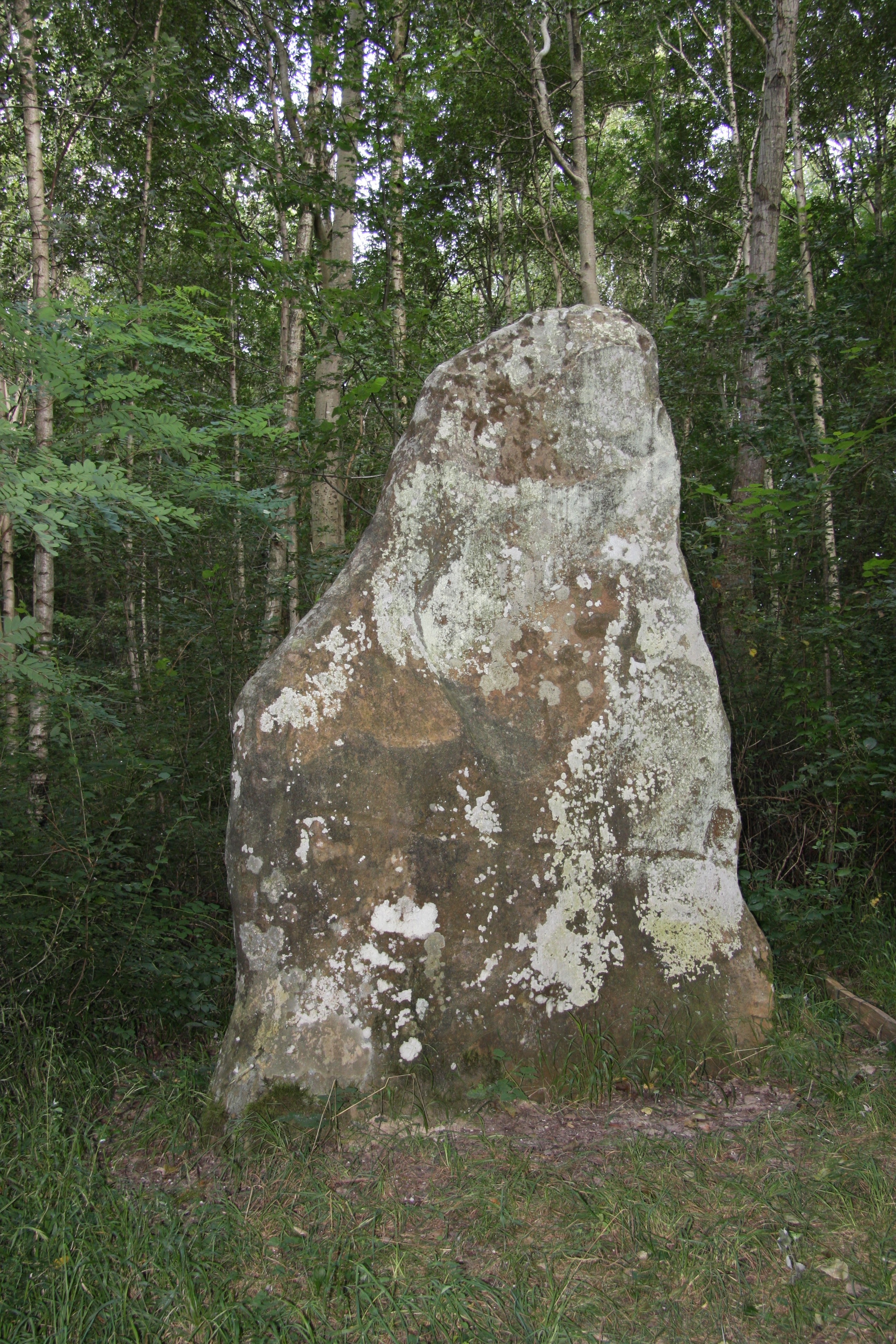
Menhir